# Gnadochaeta puncticeps
Gnadochaeta puncticeps är en tvåvingeart som först beskrevs av Zetterstedt 1859.  Gnadochaeta puncticeps ingår i släktet Gnadochaeta och familjen parasitflugor. Inga underarter finns listade i Catalogue of Life.